# 승마술

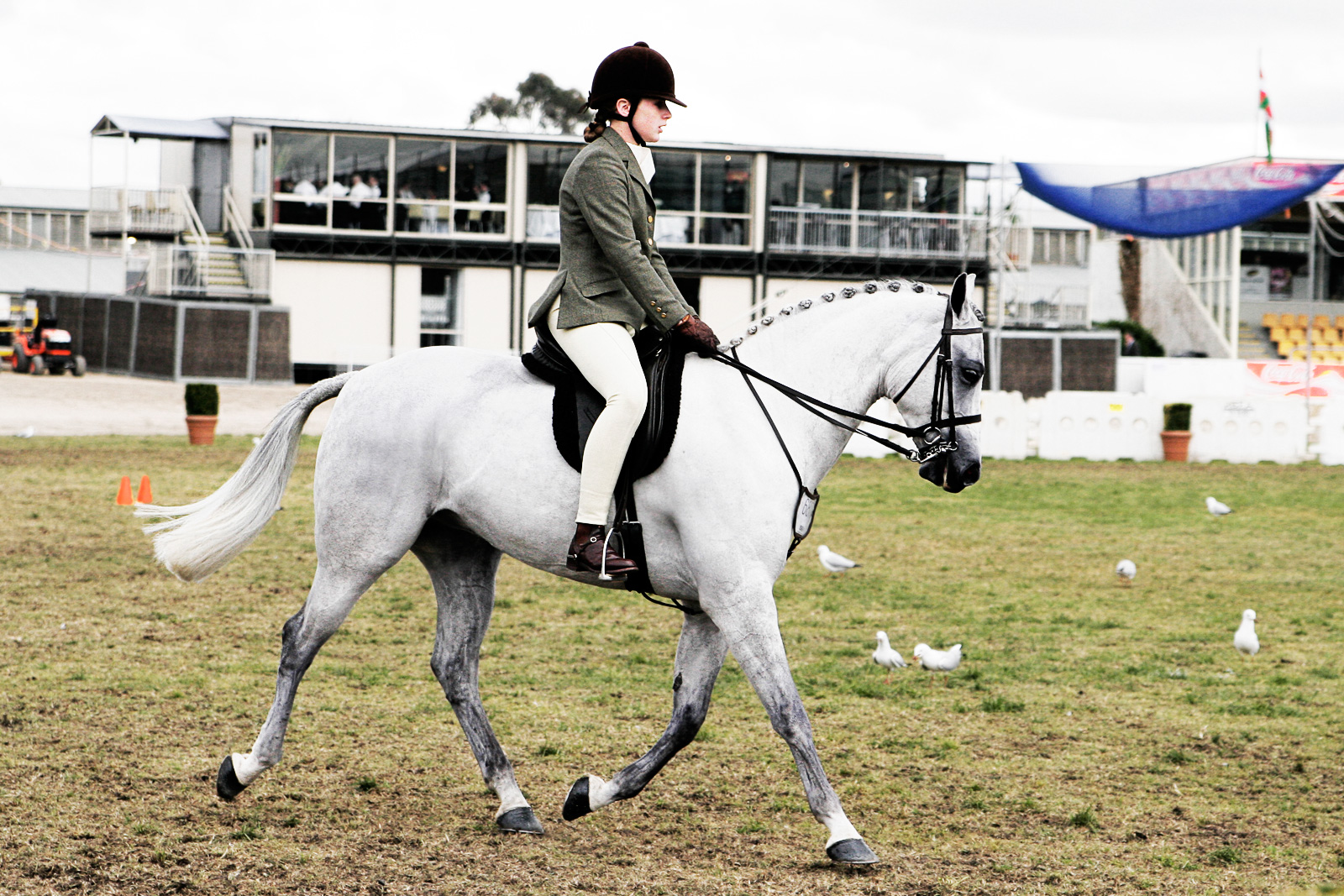
마장마술 쇼의 한 장면

승마술(乘馬術) 또는 마술(馬術)(영어: equitation)은 말을 타서 재주를 부리는 기예이다. 현대의 마술을 크게 분류하면 잉글리시 라이딩과 웨스턴 라이딩으로 분류된다. 잉글리시 라이딩은 유럽 발상의 마술이며, 웨스턴 라이딩은 아메리카 대륙의 카우보이 승마를 기원으로 한 마술이다.

## 잉글리시 라이딩
영국 사회의 조심성을 반영한 유파이며, 운동의 정확성, 아름다움 등을 중시한다. 마술 가정의례 · 작법도 존중하며, 공식 장소에서 연미복 · 비단모자 등의 정장을 요구한다.

## 웨스턴 라이딩
서부 개척 시대에서 장거리 마술을 실시하는 것을 목적으로 한 카우보이 승마에서 비롯한 마술이다. 복장도, 카우보이 모자, 버클, 청바지와 웨스턴 패션이 정장이다.

## 마상재
마상재(馬上才)는 한국의 마상 기예이다.

## 같이 보기
- 국제 승마 연맹